# RAB34
RAB34‏ (Ras-related protein Rab-34, isoform NARR) هوَ بروتين يُشَفر بواسطة جين RAB34 في الإنسان.